# Цекул
Цекул (на латински: Caeculus) e в римската митология син на Вулкан и брат на Какус (на латински: Cacus). Той е легендарният основател на град Пренест (на латински: Praeneste, днес Палестрина) в Лацио.
Неговата майка е овчарка, която забременява от една искра, изхвърчала от печката в нейния скут.
Той се смята за прародител на род Цецилии (на латински: Gens Caecilia).